# 于爾根·邁爾

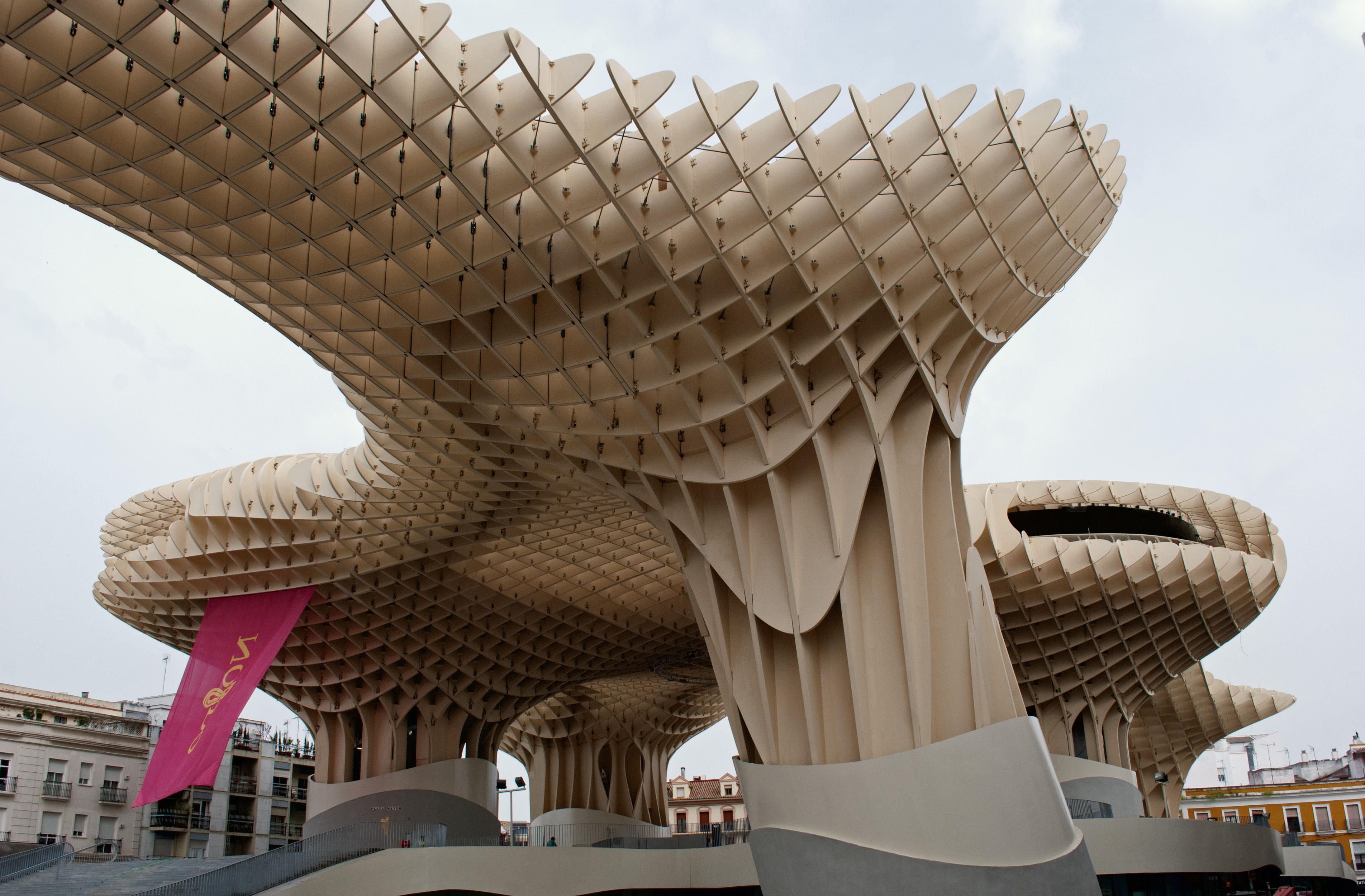
都市阳伞，西班牙塞维利亚

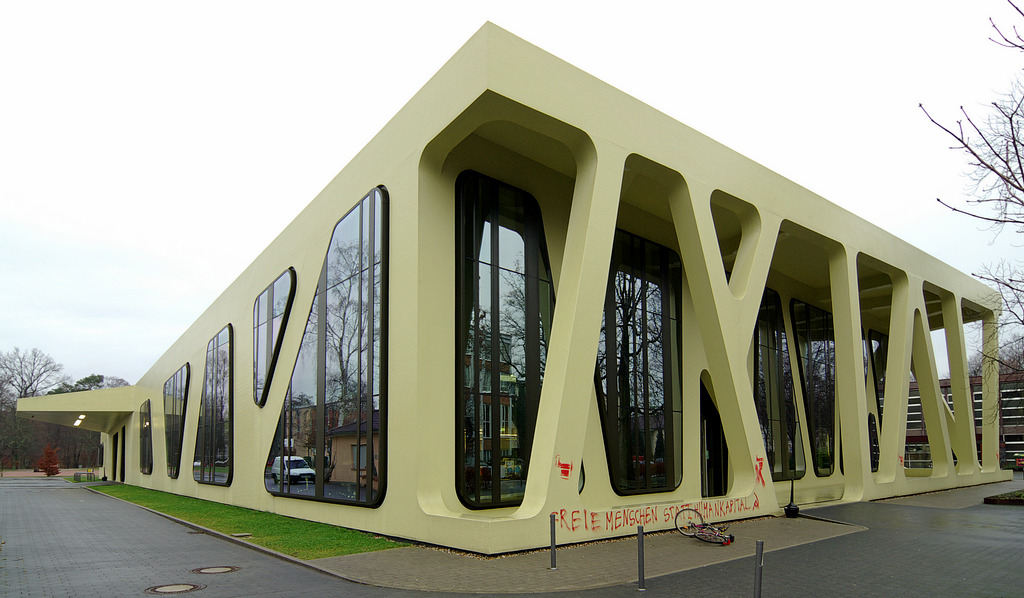
莫爾特克學生食堂，德國卡爾斯魯爾

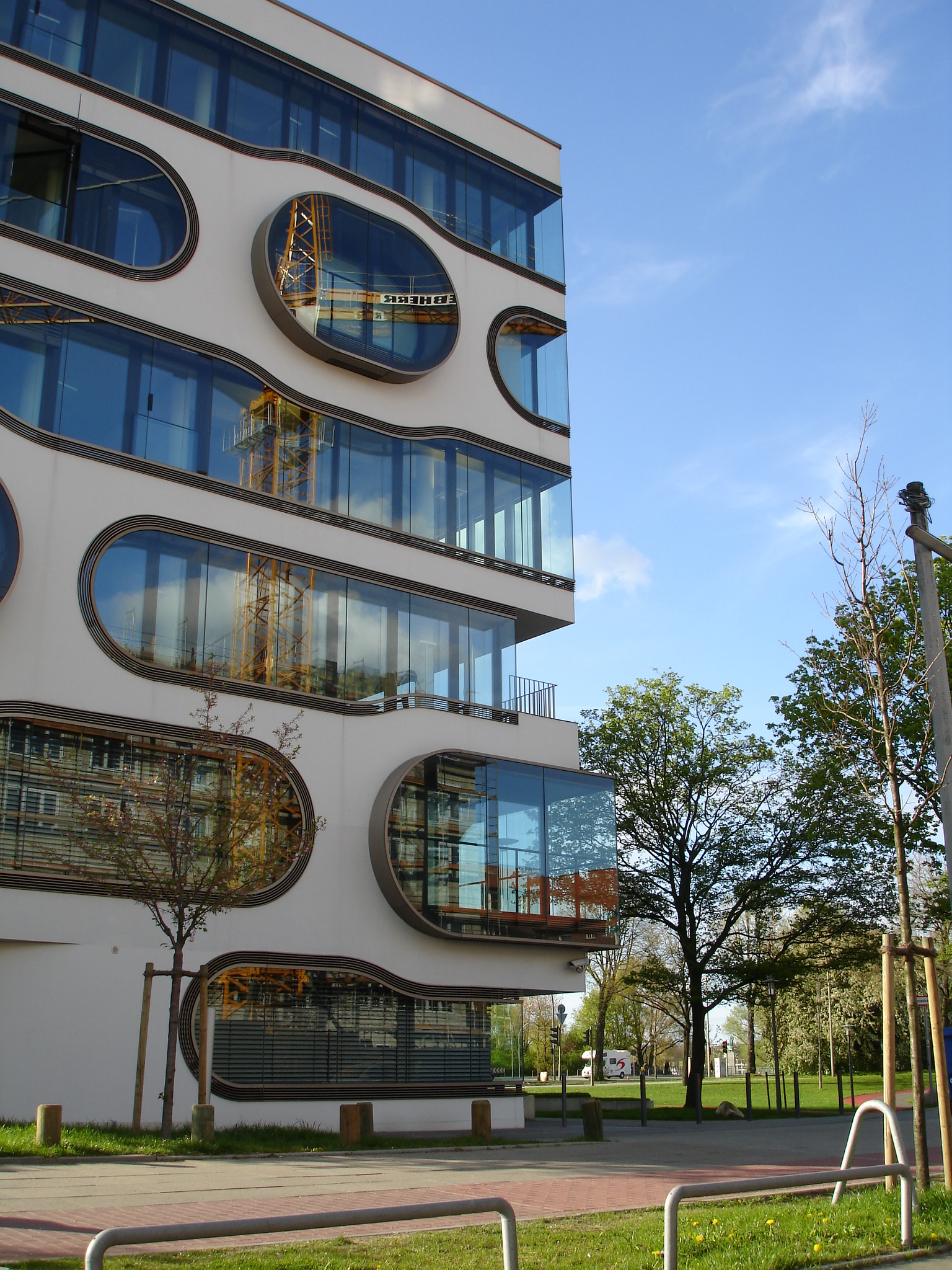
ADA1 辦公樓，德國漢堡

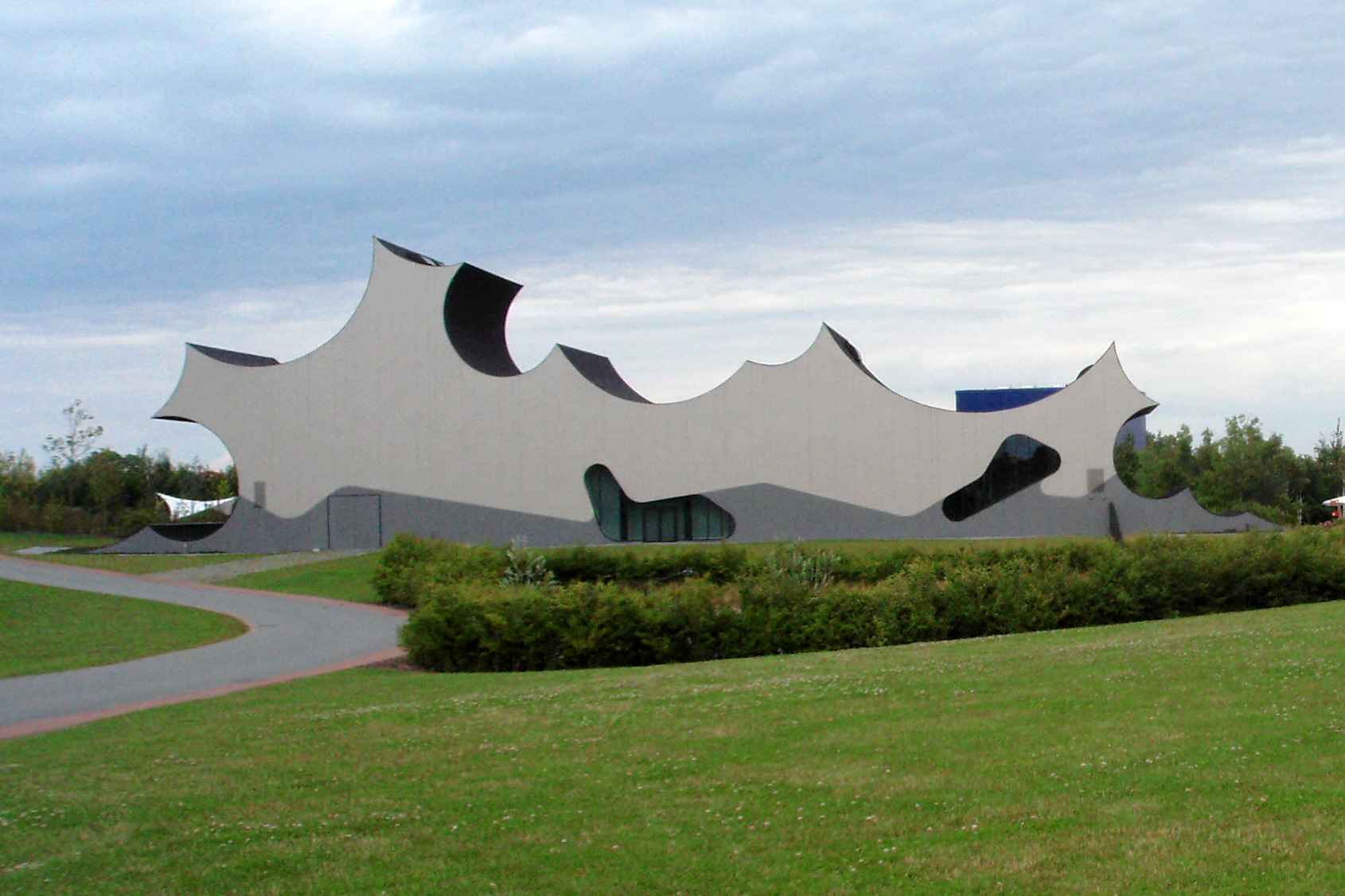
丹佛斯天地公園，丹麥諾德堡

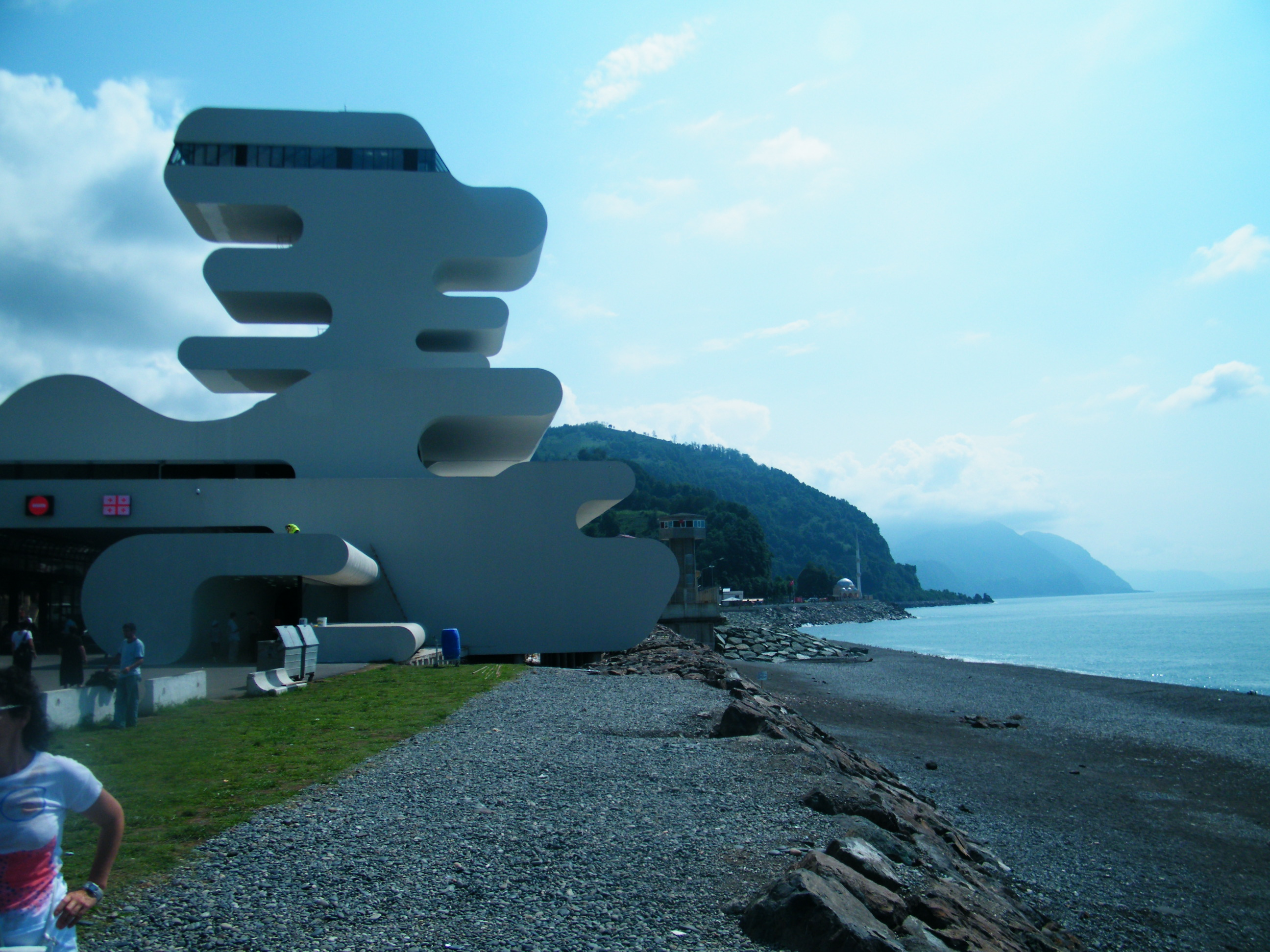
邊防哨，喬治亞薩爾皮

于爾根·赫曼·邁爾 （德語：Jürgen Hermann Mayer，1965年10月30日—），是一位德國建築師及藝術家，生於斯图加特，他的建築事務所J. MAYER H位於德國柏林。

## 生平與作品
邁爾於德國斯图加特大学、美國紐約柯柏聯盟學院及新澤西州普林斯顿大学完成他的建築學位。
從1996年起，他擔任建築師。他親自準備在幾所大學授課，如柏林艺术大学、哈佛大学設計研究院、倫敦建築聯盟學院和紐約哥伦比亚大学。邁耶曾獲得多個知名的獎項，在不同收錄案件當中他也是代表，包括紐約與舊金山的現代藝術博物館。在BauNetz 的線上排行建築師當中顯示，J. MAYER H.建築事務所在2008年2月排名至第四位。邁耶從2010年起實現了喬治亞的很多項目，在喬治亞總統米哈伊爾·薩卡什維利的支持下促進這些案子，如在第比利斯Mestia的未來主義的加油站、在薩爾皮一個附有觀景台的邊防哨，以及警察局。

## 重要作品
- 1998-2002年：德國奥斯特菲尔登，市府辦公樓，此案件被紐約現代美術館作為永久館藏。
- 2004-2006年：丹麥，螺旋槳樓，私宅
- 2004-2007年：德國卡爾斯魯爾，莫爾特克學生食堂
- 2004-2011年：西班牙塞維利亞，都市阳伞
- 2005-2007年：德國漢堡，ADA1辦公樓
- 2005-2007年：丹麥諾德堡，丹佛斯天地公園
- 2005-2008年：德國內卡河畔貝寧根（路德維希堡縣），Dupli別墅，私宅
- 2005-2011年：比利時哈瑟爾特，法院
- 2007-2009年：德國漢堡，S11辦公大樓
- 2009-2011年：喬治亞哥里與Lochini，高速公路休息站
- 2010-2011年：喬治亞薩爾皮，邊防控制站[3]
- 2010年：喬治亞Mestia與斯瓦内蒂，Tamar皇后機場（塔與航厦）[4]

## 獎項
- 密斯·凡·德罗欧洲当代建筑奖 2003 „Emerging Architect“
- Holcim Awards 2005 Bronze Europe für nachhaltige Architektur
- Audi Urban Future Award 2010
- 紅點設計大獎 2012 für Metropol Parasol [5]
- Finalist European Union Prize for Contemporary Architecture 2013  für Metropol Parasol

## 展覽
- Berlinische Galerie 2011: RAPPORT. EXPERIMENTELLE RAUMSTRUKTUREN.[6]

## 著作
- Henry Urbach (Hrsg.): J. Mayer H.. Hatje Cantz, Ostfildern 2008, ISBN 978-3-7757-2223-0.
- Aedes Galerie und Architekturforum (Hrsg.), Kristin Feireiss, Hans-Jürgen Commerell: J. Mayer H., surphase architecture. (Ausstellungskatalog). Aedes, Berlin 2002.

## 電影
- 德國紀錄片：于爾根·邁爾—曲線的建築師 （Jürgen Mayer H. Der Architekt der Kurven. ），別名：于爾根·邁爾 H. —建築作為冒險（ J. Mayer H. – Architektur als Abenteuer.）。由克勞狄烏斯·格爾(Claudius Gehr)所執導，行星影片（planetfilm)、北德廣播公司（NDR) 、德法公共電視臺（arte) 共同製作，其於西班牙塞維利亞拍攝了2011年完工前的都市陽傘。影片於2012年12月16日在德法公共電視臺（arte）首播，片長26分鐘。

## 外部連結
- Website des Architekturbüros J. MAYER H.
- Jürgen Mayer (Architekt). （页面存档备份，存于） In: archINFORM.
- Literatur von und über Jürgen Mayer （页面存档备份，存于） im Katalog der Deutschen Nationalbibliothek
- Porträt german architects
- Porträt von Arbeiten des Büros J. MAYER H.
- Spiegel.de:"Spektakel-Architektur in Georgien: Die Bauwunder des Herrn Mayer aus Berlin" （页面存档备份，存于）